# HMS Boscawen
HMS Boscawan je bila tretjestopenjska linijska ladja, ki je bila oborožena s 70 topovi in zgrajena v ladjedelnici Woolwich Royal Dockyard.